# Konzervativna stranka (Kanada)
Konzervativna stranka Kanade (eng. Conservative Party of Canada; fr. Parti conservateur du Canada), kanadska je politička stranka koja po svom usmjerenju pripada desnom centru. Nastala je u prosincu 2003. spajanjem desne Kanadske alijanse i Progresivne konzervativne stranke. Time je dobila status službene oporbe u donjemu domu kanadskoga Parlamenta, koji je držala do njegova raspuštanja 29. studenog 2005. Na izborima 23. siječnja 2006. Konzervativna stranka je dobila relativnu većinu mjesta u novom sazivu parlamenta te sastavila novu vladu. Njezin vođa je Andrew Scheer
Konzervativna stranka je od bivše Progresivne konzervativne stranke naslijedila nadimak „Torijevci” koji se koristi za njihove članove.
Konzervativna stranka je po svojoj ideologiji i platformi dosta slična američkoj Republikanskoj stranci. Obje stranke su članice Međunarodne demokratske unije koja okuplja konzervativne političke stranke u svijetu.
Konzervativna stranka postoji na federalnoj razini, ali u različitim pokrajinama su očuvane organizacije tradicijske Progresivne konzervativne stranke, odnosno raznih desnih stranaka koje su joj na izborima 2006. godine pružile podršku.

## Vanjske poveznice
- Službene mrežne stranice (engl.)